# Mefisto (Tex)
(Mefisto)
Mefisto, il cui vero nome è Steve Dickart, è un personaggio del fumetto western Tex, edito dalla Sergio Bonelli Editore, ideato da Giovanni Luigi Bonelli e realizzato graficamente da Galep. È l'acerrimo nemico del protagonista e padre di Yama, anch'egli avversario irriducibile di Tex Willer.

## Il personaggio

### Aspetto
Mefisto si presenta graficamente, tranne che nella sua prima apparizione, in cui è ancora relativamente giovane, come un vecchio pazzoide scapigliato, con capelli, baffi e pizzetto completamente bianchi. Colpisce anche per il suo sguardo sinistro e diabolico, vero tratto distintivo del personaggio.

### Caratterizzazione
Nella sua prima apparizione Mefisto è ancora Steve Dickart; Mefisto è infatti il suo pseudonimo quando compie spettacoli di prestidigitazione. Alla fine di questa avventura, Dickart assume definitivamente il nome di Mefisto, sviluppa poteri paranormali e diventa la più grande insidia per Tex ed i suoi pards. Mentre i consueti nemici utilizzano armi convenzionali come Colt e Winchester, nel cui uso Tex è imbattibile, il diabolico individuo sfrutta abilità inusuali contro le quali è difficile combattere. È infatti in grado di proiettare la sua immagine a distanza, creare illusioni nella mente dei suoi avversari e vedere eventi che accadono in luoghi anche lontani attraverso l'uso di uno specchio. Le vere potenzialità di Mefisto non sono però ancora ben definite e l'unica cosa certa è che Mefisto è l'avversario più temuto da Tex e dai suoi pards.

## Apparizioni

### 1ª apparizione
Compare per la prima volta, insieme alla sorella Lily Dickart, nell'albo n. 3 della collana di Tex gigante, intitolato Fuorilegge. Mefisto è un semplice mago illusionista, che intrattiene i frequentatori dei saloon di El Paso con spettacoli da prestigiatore, mascherando la sua reale professione: spia al soldo di Stati esteri, in particolare il Messico, con il quale gli Stati Uniti sono al momento in conflitto.
I due vengono scoperti da Tex e fuggono, accusando il ranger di un loro delitto. Anche con la legge alle costole, Tex, grazie all'aiuto del neo-amico messicano Montales, un rivoluzionario contrario al regime del Messico, riesce a liberare la cittadina dalla banda criminale del corrotto sceriffo Benis e ad acciuffare i fratelli Dickart, che consegna alla legge (albo n. 4, intitolato L'eroe del Messico).

### 2ª apparizione
Probabilmente è nell'episodio narrato negli albi n. 39 e 40 (intitolati rispettivamente La gola della morte ed Il ponte tragico) che la minaccia rappresentata da Mefisto, aiutato dagli indigeni Hualpai, mette in maggiore difficoltà il ranger.
Il figlio di Tex, Kit è rapito sulla Mesa degli Scheletri. Durante le ricerche del ragazzo viene catturato anche il pard di Tex, Carson. I due, ipnotizzati dal mago, agiscono come sua "longa manus" e fronteggiano Tex e l'amico indiano Tiger Jack.
I guerrieri Navajos, guidati da Tex, affrontano gli Hualpai di Mefisto, mentre Aquila della Notte irrompe nel covo del mago. Mefisto, accortosi dell'intruso, fugge insieme a Carson e Kit ancora ipnotizzati. Tempo dopo riappare in incognito nelle vesti di un suo alter ego, il Dottor Atanas (anagramma di Satana) e denuncia i due sfortunati pards di Tex come rapinatori di banche. Tiger Jack, nel tentativo di uccidere Mefisto, colpisce una roccia e causa la momentanea cecità del mago, che cade in un burrone, perdendo i sensi. Carson e Kit Willer riescono così a liberarsi dal giogo di Mefisto; tuttavia Mefisto, contrariamente a quanto credono i pards non è morto ma, come verrà spiegato nel capitolo successivo della saga, è stato salvato e curato da un saggio tibetano.

### 3ª apparizione
Il ritorno del vecchio avversario viene già annunciato a Tex in una visione (provocata con funghi allucinogeni da El Morisco) in un'altra avventura nell'albo 77. Mefisto ritorna effettivamente verso la fine dell'albo n. 78, intitolato Incubo!, ed è protagonista dell'avventura narrata a partire dall'albo n. 79, intitolato Il Drago Rosso.
Il mago recupera le forze dopo essersi ripreso dalla caduta, grazie alle cure del suo maestro tibetano di magia nera, Padma, capo-guida della setta cinese del Drago Rosso, intenzionato a collaborare con Mefisto per sconfiggere una volta per tutte Tex.
Mefisto è ancora assistito dalla tribù indiana Hualpai e si procura un altro alter ego per passare inosservato agli occhi di Tex: il Dottor Fiesmot (altro anagramma, stavolta di Mefisto) di Golconda. Grazie a questa nuova seconda identità, Mefisto cattura nuovamente Kit Carson e il figlio di Tex.
Nel successivo albo n. 80, intitolato Spettri!, anche Tiger Jack viene rapito. Tex, però, smaschera il Dottor Fiesmot e libera i tre pards. Padma, tradito dal suo stesso allievo Mefisto, intenzionato ad uccidere il maestro, si salva grazie all'intervento di potenze paranormali, che fanno cadere lo stesso Mefisto in uno stato di follia. Mefisto è così condotto in un manicomio criminale.

### 4ª apparizione
Probabilmente, il momento più epico della storia di Mefisto è narrato negli albi n. 93, 94 e 95.
Nel primo, nella vignetta Tragedia nella giungla (che corrisponde alla storia immediatamente seguente a Terrore sulla savana) Mefisto riappare stanziatosi in un castello, sito nelle paludi della Florida e protetto da guerrieri seguaci del vudoo. Il negromante è reduce dall'evasione dal manicomio dove era stato rinchiuso, insieme al ricco latifondista Baron Samedi, pseudonimo di Jean de Lafayette. Questi due hanno appena fondato sulle terre dei militari e dei Seminoles il Regno del Grande Serpente.
Nell'albo successivo, Black Baron, Tex e i suoi pards, venuti a conoscenza della fuga del loro storico nemico, si recano nella stessa Florida. Due nuovi nemici di Tex e alleati di Mefisto fanno la loro comparsa: la sacerdotessa mambo Loa ed il luogotenente Dambo, responsabile dell'incendio del campo dei Seminoles, dopo che questi avevano rifiutato l'alleanza con Mefisto e Baron Samedi.
L'episodio si conclude nelle prime pagine dell'albo seguente: Tex ed i pards si alleano con i Seminoles per porre fine al Regno del Grande Serpente. Mentre i ranger sono intenti ad incendiare la giungla e bloccare nel castello i due criminali, i militari di Fort Myers abbattono il castello a cannonate. I seguaci del vudoo cadono, Loa è rassegnata a servire Yampas, il capo degli indiani Seminoles, il castello (bombardato dai soldati USA) esplode e Mefisto e de Lafayette sembrano essere stati travolti dalle macerie del castello. Il Regno del Grande Serpente è caduto. Tuttavia è impossibile per i pards accertarsi che Mefisto sia effettivamente morto sotto l'enorme cumulo di macerie del castello.

### 5ª apparizione
Mefisto compie una breve apparizione nell'albo n. 125, intitolato Il figlio di Mefisto. Dopo il crollo del castello di Baron Samedi, Mefisto non è morto come il barone ma riaffiora da sotto le macerie, trovandosi però intrappolato nei sotterranei del castello distrutto. Sapendo di essere condannato a morire e covando un odio ancora più profondo nei confronti di Tex, Mefisto pratica riti occulti attraverso uno specchio, con il quale si mette in comunicazione con l'altrettanto satanico figlio Blacky (nato dal matrimonio con la cartomante Myriam), assegnandogli la missione di eliminare Tex ed i suoi pards. Al termine del colloquio fra padre e figlio, Mefisto viene assalito e divorato vivo dai topi. Blacky assume così lo pseudonimo di Yama ma, esattamente come il padre, vedrà andare in fumo i suoi piani.

### 6ª e 7ª apparizione
Mefisto continua a guidare dall'oltretomba il figlio Yama negli albi n. 162, 163, 164 e poi negli albi n. 265, 266, 267 e 268; anche se viene fornito direttamente dal padre delle dovute istruzioni per sconfiggere definitivamente il ranger, Yama fallisce miseramente ogni volta.

### 8ª apparizione
Parecchio tempo dopo Mefisto fa ritorno nel mondo dei vivi. L'escamotage serve a soddisfare le richieste di molti lettori, che chiedevano a gran voce il ritorno del personaggio.
Nell'albo n. 501, intitolato Mefisto!, ricompare la sorella, Lily, che nel frattempo si è sposata con un nobil uomo francese di origini russe, il Conte Boris Leonov. I due, ad una seduta spiritica, fanno la conoscenza col medium indù Narbas, uno stregone capace di comunicare con i morti e di riportarli in vita. Lily, dopo aver appreso dallo spirito del fratello le principali ultime vicende, riesce a convincere il marito a recarsi nel luogo in cui giacciono le ossa di Mefisto.
Arrivati negli Stati Uniti, i coniugi Leonov incontrano un'altra vecchia conoscenza di Mefisto, Loa, l'unica persona che conosca l'accesso alle rovine del castello del defunto Baron Samedi. Giunti sul posto, lo stregone Narbas comincia le pratiche magiche per riportare in vita Mefisto. Narbas ha successo, ma ignora che Mefisto lo ha fatto cadere in una trappola senza via d'uscita: Mefisto si impossessa del corpo di Narbas e lo spirito dello stregone si ritrova nell'aldilà.
Tornato in vita, Mefisto non perde tempo e si mette subito sulle tracce del suo nemico. Nell'albo n. 502, intitolato Una trappola per Carson, il mago con l'astuzia riesce a rapire ed imprigionare Kit Carson, grazie anche alla complicità del cognato Boris, che ha inaugurato un nuovo locale a Phoenix (chiamato La Belle France) che funge anche da nascondiglio.
Venuto a sapere quanto è accaduto, nell'albo n. 503, intitolato Il potere delle tenebre, Tex chiama in aiuto il figlio Kit e il suo pard indiano, che ben presto però cadono in una trappola dello stesso Mefisto, in cui resta imprigionato il solo Kit. Riunitosi a Tex, Tiger Jack lo mette al corrente della situazione. Prevedendo una nuova trappola anche per Tiger Jack, Tex si premura di nascondere l'amico in una baracca di campagna: nulla però può fermare Mefisto che ha osservato la scena attraverso uno specchio stregato. Tiger Jack viene colto alla sprovvista ed anche lui viene catturato dagli scagnozzi dei Leonov.
Insospettitosi delle strane voci che corrono su La Belle France, Tex ha occasione di conoscere ed interrogare il Conte Leonov. Seguendo la scena, nuovamente con lo stesso specchio, Lily chiede al fratello di uccidere il marito con una visione per impedirgli di rovinare il loro piano. Dopo l'assassinio del cognato, Mefisto appare tutto ad un tratto di fronte a Tex e per la prima volta lo attacca direttamente, lanciandogli contro strane ed inquietanti visioni, che però il ranger respinge grazie ad un amuleto datogli dallo sciamano dei navajos. Mefisto, però, non demorde, e a Tex non resta altro che fingersi pazzo; Mefisto si ritira così per andare a prendere anche l'ultimo dei suoi nemici.
Nell'albo n. 504, intitolato Il covo del male, Tex ricorre all'aiuto dello sceriffo e del suo vice per catturare Mefisto, che si camuffa con un'ennesima trasformazione (con lo pseudonimo di Dottor Parker). I tre irrompono nel locale dei Leonov e Lily Dickart viene arrestata. Mefisto libera dei topi nello stanzino dove i pards di Tex sono rinchiusi ed immobilizzati per eliminarli, ma Aquila della Notte li salva. I quattro pards si mettono all'inseguimento del mago. Dopo pochi giorni Mefisto appare di fronte a loro per promettere una nuova futura vendetta, sparendo in una visione.

### 9ª apparizione
Mefisto torna con una breve apparizione nell'albo 675 ("L'inferno che urla"), mentre fornisce consigli al figlio Yama per eliminare Tex e i pards. Coadiuvato poi da Mandip, un seguace di Yama, fa portare via il corpo privo di sensi del figlio, poco prima che il tempio di Naraka, che Yama aveva adibito a trappola per i ranger, crolli definitivamente.

### 10ª ed 11ª apparizione
Mefisto torna nella serie regolare mensile nel numero 738 "Il manicomio del Dottor Weyland". La storia si comporrà di sette albi, suddivisi in due diverse vicende, rappresentando l'apparizione finale della nemesi di Tex.
Nel primo albo, teatro delle nuove vicende, vedrà protagonista il “Black Mountain Asylum”, un manicomio di nuova concezione sito sulle colline circostanti la Baia di San Francisco, dove anche i più pazzi criminali riescono a guarire grazie alle cure prodigiose di un famoso psichiatra. Tex Willer e Kit Carson ritengono invece che l'unica soluzione per certi assassini sia un regolare processo giudiziario ed i loro sospetti aumentano quando alcuni facoltosi cittadini improvvisamente impazziscono; strane ed inspiegabili rapine, inoltre, mettono in allarme la polizia locale capitanata da Tom Devlin.
Nell'albo n.ro 739, intitolato I misteri di San Francisco, nuovi indizi si presenteranno nelle indagini dei protagonisti, quali esplosioni di follia, specchi maledetti, vetturini demoniaci, narcotici cinesi, ecc. San Francisco è ormai la nuova dimora di un terribile personaggio dalle mille forme. Tom Devlin verrà presto ospitato al manicomio del dottor Weyland.
Nell'albo n.ro 740, intitolato Bedlam!, il dottor Weyland, alias Mefisto, ha catturato ed imprigionato Tex, Carson e Tom Devlin e questa volta gode anche dell'aiuto dell'altrettanto suo satanico figlio Yama. Anche Kit e Tiger Jack stanno per cadere nelle grinfie  dei temibili Mefisto e Yama, ma nei bui sotterranei del manicomio s'avvicina il temporaneo epilogo drammatico dei due stregoni in questa prima trilogia.
Nell'albo n.ro 741, intitolato Sierra Nevada, tempo dopo, sulle pendici ghiacciate della Sierra e sul tempestoso Lago Tahoe, si scatena la caccia di Tex e pards sui pericolosi Mefisto e Yama. Ma i rangers non saranno soli questa volta, in quanto a fermarlo contribuirà il suo antico maestro di magia nera, il lama tibetano Padma.
Nell'albo n.ro 742, intitolato Il ritorno di Padma, Mefisto ed il figlio Yama provvederanno all'evasione dal carcere di Lily Dickart, sorella del primo e zia del secondo stregone. Tex, i pards ed il potente Padma si recheranno dal saggio curandero di Pilares, El Morisco, al fine di evocare un altro indispensabile alleato per fermare il trio criminale, il mago indiano Narbas, colui che in passato venne ingannato da Mefisto facendolo tornare in vita e finendo, suo malgrado, negli inferi.
Nell'albo n.ro 743, intitolato Nel deserto di Altar, la caccia continua nel deserto, tra false piste, agguati, tranelli ed apparizioni. Yama, grazie ai suoi poteri, costringe al suo servizio un'intera cittadina messicana e la sua guarnigione di rurales. Gli indizi porteranno i protagonisti ad imbattersi presso l'antico convento di Caborca.
Nell'albo n.ro 744, intitolato Il trionfo di Mefisto, la trappola tesa da Mefisto e Yama si stringe attorno ai protagonisti sull'isola misteriosa nel Golfo di California. Padma viene temporaneamente sconfitto da Yama. Kit verrà salvato in extremis dal padre, pertanto Mefisto giocherà la sua ultima carta, chiedendo direttamente alle forze del male di sconfiggere Tex e pards; sarà un trionfo di breve durata per Mefisto, poiché Narbas, attraverso una formula magica, ritornerà nel corpo che Mefisto gli rubò anni or sono. Lo spirito di Mefisto si ritroverà nuovamente negli inferi per scontare la condanna eterna. Yama perderà i sensi e verrà preso in custodia dai rangers, Lily si salverà ritrovandosi però vagabonda nel deserto.